# 吳繼文
吳繼文（1955年4月6日—），臺灣作家。南投人，先後就讀於台北東吳大學、日本廣島大學，曾任台北《聯合報》副刊編輯、時報文化出版公司總編輯、臺灣商務印書館副總編輯。作品散見報章雜誌，已出版長篇小說《世紀末少年愛讀本》（1996，時報文化出版，聯合報「讀書人」1996文學類年度好書）和《天河撩亂》（1998，時報文化出版，中國時報「開卷」1998年度十大好書）。
《天河撩亂》部份章節曾先後收入《天使之翼：台灣當代酷兒小說選》（2003，馬嘉蘭翻譯、主編，夏威夷大學出版）、《中華現代文學大系》（2003，馬森主編，九歌出版）、《台灣同志小說選》（2005，朱偉誠編，二魚文化出版）、《媲美貓的發情──LP小說選》（2007，黃錦樹、駱以軍編，寶瓶文化出版）、《新郎新 '夫'——台灣性的少數者 [sexual minority] 文學3-小說集》(2009, 黃英哲、白水紀子、垂水千惠編，作品社出版)。
詩作曾入選《七十八年詩選》（1990，爾雅出版）、《創世紀詩選1954-1984》（1993，爾雅出版）。
劇本創作《公園1999的一天》1998年11月首演於台北藝術大學。
另翻譯有河口慧海《西藏旅行記》（2003）、藤原新也《印度放浪》（2014，以上馬可孛羅文化）、中沢新一《看不見的人》（2011）、南直哉《直面生死的告白》（2016，以上橡樹林文化）、井上靖《我的母親手記》（2013，無限出版）、野々村馨《雲水一年》（2016）、高村光太郎《愛與哀愁的道程》（2020,以上大塊文化）、中平卓馬《為何是植物圖鑒》（2017, 臉譜出版），以及吉本芭娜娜作品《哀愁的預感》（1996）、《廚房》（1999）、《蜥蜴》（1999）、《白河夜船》（2000）、《蜜月旅行》（2001）、《N·P》（2002）、《鶇》（2004）（以上時報文化出版）等多種。